# Kanchanaburi City FC
Der  Kanchanaburi City Football Club (thailändisch สโมสรฟุตบอลกาญจนบุรี ซิตี้) ist ein professioneller thailändischer Fußballverein aus Kanchanaburi, der in der Thai League 3 (Western Region), der dritthöchsten thailändischen Spielklasse spielt.

## Geschichte
Der Verein wurde 2022 gegründet und startete in der vierten Liga, der Thailand Amateur League. Hier wurde man in der Western Region Tabellenerster. Anschließend belegte man in der Lower Region den zweiten Platz und stieg somit in die dritte Liga auf. Hier startet man in der Western Region.

## Stadion
Der Verein trägt seine Heimspiele im Khao Noi Stadium (thailändisch สนามกีฬาตำบลเขาน้อย) in Kanchanaburi aus. Das Stadion hat ein Fassungsvermögen von 1000 Personen.

## Saisonplatzierung
| Saison  | Liga                    | Liga  | Liga   | Liga | Liga | Liga | Liga  | Liga   | Liga     | Pokal    | Pokal                  | Pokal                  |
| Saison  | Liga                    | Level | Spiele | S    | U    | N    | Tore  | Punkte | Position | FA Cup   | League Cup             | T3 Cup                 |
| ------- | ----------------------- | ----- | ------ | ---- | ---- | ---- | ----- | ------ | -------- | -------- | ---------------------- | ---------------------- |
| 2022    | Thailand Amateur League | 4     |        |      |      |      |       |        | ▲        | –        | –                      |                        |
| 2022/23 | Thai League 3 – West    | 3     | 22     | 12   | 5    | 5    | 28:21 | 41     | 4.       | 2. Runde | 1. Qualifikationsrunde |                        |
| 2023/24 | Thai League 3 – West    | 3     | 20     | 8    | 8    | 4    | 31:17 | 32     | 6.       | –        | –                      | 2. Qualifikationsrunde |
| 2024/25 | Thai League 3 – West    | 3     | 22     | 3    | 5    | 14   | 20:53 | 14     | 12. ▼    | –        | –                      | 2. Qualifikationsrunde |

## Aktueller Kader
Stand: 1. Februar 2025
| Nr. |                    | Position | Name                      |
| --- | ------------------ | -------- | ------------------------- |
| 1   | Thailand           | TW       | Thanakorn Orachorn        |
| 3   | Korea Sud          | AB       | Kim Geon-woo              |
| 4   | Thailand           | ST       | Naphat Rajanpan           |
| 5   | Thailand           | AB       | Rattapoom Joompla         |
| 6   | Thailand           | MF       | Peerapat Panthong         |
| 7   | Thailand           | ST       | Phattarawich Phasathitim  |
| 8   | Thailand           | MF       | Nitiphon Prombut          |
| 9   | Thailand           | ST       | Chakhit Phetkhong         |
| 10  | Thailand           | MF       | Sorait Jaidee             |
| 11  | Thailand           | AB       | Khemmachat Pakhwan        |
| 12  | Thailand           | AB       | Ratchanon Phangkeaw       |
| 13  | Vereinigte Staaten | ST       | Christian Joseph Sacchini |
| 14  | Thailand           | MF       | Keattisak Sanitkham       |
| 15  | Thailand           | MF       | Attapol Boonkun           |
| 17  | Thailand           | ST       | Rittiya Sarakham          |
| 19  | Thailand           | MF       | Nattapon Onjoy            |
| 20  | Thailand           | AB       | Thanawat Uaongwun         |

| Nr. |           | Position | Name                    |
| --- | --------- | -------- | ----------------------- |
| 21  | Thailand  | MF       | Phiraphat Kaewchinda    |
| 22  | Korea Sud | TW       | Kim Min-jae             |
| 25  | Thailand  | AB       | Jakkrit Khemnak         |
| 26  | Thailand  | AB       | Rachakarn Kamolpromwong |
| 27  | Thailand  | TW       | Nitipat Chuemklang      |
| 30  | Thailand  | AB       | Thanaphon Dekosta       |
| 33  | Thailand  | TW       | Jirayut Kaewthong       |
| 37  | Thailand  | ST       | Niphon Anantabut        |
| 48  | Thailand  | AB       | Chavarit Chimplee       |
| 65  | Thailand  | AB       | Kittinat Nuamnimanong   |
| 66  | Thailand  | AB       | Kantawan Maneechok      |
| 67  | Thailand  | TW       | Peerapat Pinpradub      |
| 70  | Thailand  | AB       | Chatkavee Maneechot     |
| 77  | Thailand  | ST       | Witsarut Chotpraderm    |
| 78  | Thailand  | AB       | Pannathon Somjettanarom |
| 88  | Thailand  | MF       | Piyangkun Gansomrong    |
| 90  | Thailand  | TW       | Theerawat Pinpradub     |

## Trainerchronik
| Trainer         | Nation   | von  | bis   |
| --------------- | -------- | ---- | ----- |
| Nirut Surasiang | Thailand | 2022 | heute |